# August Ekengren
Wilhelm August Ferdinand Ekengren, född 10 november 1861 i Stockholm, död 26 november 1920 i Washington, var en svensk diplomat.

## Biografi
Ekengren var son till stadsmäklaren Vilhelm Ferdinand Ekengren (1835-1923) och Augusta Bachertz  samt bror till konstnären Eric Ekengren. Ekengren avlade kansliexamen i Uppsala 1895 och började 1896 tjänstgöra på konsulsbanan. Han var vice konsul i Rouen 1896 samt vice konsul i New York 1899-1900 och 1902-1903. Ekengren blev andre sekreterare i Utrikesdepartementet (UD) 1905 och legationssekreterare i Washington, D.C. 1906 (därunder längre tider chargé d’affaires), legationsråd 1910 och envoyé från mars 1912 till sin död där. Ekengren stoft hemfördes till Sverige på det amerikanska slagskeppet USS New Hampshire som anlände till Stockholm den 15 februari 1921. Han gravsattes på Norra begravningsplatsen i Solna kommun.

## Utmärkelser
- Kommendör av 1. klass av Nordstjärneorden (KNO1kl)[6]
- 2. klass av Kinesiska Dubbla drakorden (KinDO2kl)[6]
- Officer av Belgiska Leopoldsorden (OffBLeopO)[6]